# Mormyrops parvus
Mormyrops parvus är en fiskart som beskrevs av Boulenger, 1899. Mormyrops parvus ingår i släktet Mormyrops och familjen Mormyridae. IUCN kategoriserar arten globalt som otillräckligt studerad. Inga underarter finns listade i Catalogue of Life.